# Les Cavaliers de l'Apocalypse
Pour les articles homonymes, voir Cavaliers de l'Apocalypse (homonymie).
Pour plus de détails, voir Fiche technique et Distribution.
Les Cavaliers de l'Apocalypse (Horsemen) est un film américano-canadien réalisé par Jonas Åkerlund, sorti en 2009 au cinéma.

## Synopsis
Après la mort de son épouse aimante, Aidan Breslin est devenu un policier violent et amer, s'éloignant de plus en plus de ses deux jeunes fils, Alex et Sean. Alors qu'il enquête sur une série de meurtres particulièrement violents, il découvre un lien possible et traumatisant entre ces morts et qu'il a lui-même un lien avec le tueur. Aidan va donc désormais tout faire pour comprendre ce qui le rattache aux crimes et remonter la piste jusqu'au tueur, qui semble s'inspirer de la figure biblique des Quatre Cavaliers de l'Apocalypse qui sont la Guerre, la Famine, la Peste et la Mort.

## Fiche technique
- Titre : Les Cavaliers de l'Apocalypse
- Titre original : Horsemen
- Réalisation : Jonas Åkerlund
- Scénario : Dave Callaham
- Durée : 87 minutes
- Sortie : 2009
- Genre : Thriller
- Pays de production : États-Unis et Canada
- Date de sortie : 
  - États-Unis : 6 mars 2009
  - France : 1er avril 2009
- Film interdit aux moins de 16 ans lors de sa sortie en France.

## Distribution
Source et Légende doublage : VF = Version Française
- Dennis Quaid (VF : Bernard Lanneau) : Aidan Breslin
- Zhang Ziyi (VF : Caroline Victoria) : Kristen
- Lou Taylor Pucci (VF : Brice Ournac) : Alex Breslin
- Clifton Collins Jr. (VF : Adrien Antoine) : Stingray
- Barry Shabaka Henley (VF : Saïd Amadis) : Tuck
- Patrick Fugit : Corey
- Eric Balfour (VF : Serge Faliu) : Taylor
- Paul Dooley (VF : Alain Choquet) : Père Whiteleather
- Thomas Mitchell : Thug
- Liam James : Sean Breslin
- Chelcie Ross : Chef de la police Krupa
- Manfred Maretzki : Bob
- Arne MacPherson : Navratil
- David Dastmalchian : Terrence
- Peter Stormare : David Spitz
- Darren Felbel : Mec de la salle de contrôle
- Mel Stocking : Vieil homme avec son chien
- Aaron Hugues : Officier de police
- Stephen Eric McIntyre (VF : Emmanuel Karsen) : Banksy
- Joanne Rodriguez : Metal Face
- Carly Marentette : Teresa Spitz
- Natasha Kuzyk : Angie Spitz
- John Callander : Officier
- Darren Wall : Officier au hasard
- Omar Khan : Officier Booker
- Kevin Power : Gregor
- Brenda Gorlick : Lee Shoemaker
- Onalee Ames : Mary Anne Spitz
- Deborah Odell : Madame Bradshaw
- Carey Smith : Officier en uniforme
- Shailee Ferguson : Rose (La babysitter)
- Jordon Hodges (en) : Jeune policier
- Neal McDonough : Krupa

## Polémique
Le film a été jugé « humiliant pour la nation chinoise » par les nationalistes chinois reprochant au personnage joué par Zhang Ziyi de s'agenouiller devant un étranger